# Frizet
Frizet est un hameau bordant un ruisseau affluent du Houyoux et se trouvant entre les deux villages de Saint-Marc et Vedrin, à quatre kilomètres au nord de la ville de Namur (Région wallonne de Belgique). 

## Histoire
Bien que aujourd’hui réduit à un simple hameau qui est devenu dortoir de la ville de Namur, Frizet a une histoire ancienne ; il fut longtemps plus important que les villages voisins de Saint-Marc et Vedrin.
Frizet était une très ancienne paroisse dont la première église daterait du VIIe ou VIIIe siècle (une des premières paroisses avérées dans la région namuroise). L'édifice (en ruines) que l’on voit aujourd’hui - l’église Saint-Martin - date du XVIe siècle, mais des éléments de ses fondations permettent d’hypothéser la présence antérieure d’un édifice datant de l’époque gallo-romaine (villa?).
Des carrières et mines importantes de fer, plomb et pyrites, et même une usine de produits chimiques ont occupé plusieurs centaines de personnes jusque vers la moitié de XXe siècle.  

## Patrimoine
- La ferme de Frizet est une ancienne seigneurie. Les bâtiments de la ferme, construits en carré, datent du XVIIe et du XVIIIe siècle. Il s’y fait un élevage intensif de bétail limousin.
- Le calvaire de Frizet abritait un Christ en bois peint du XVIe siècle. L’ancien crucifix a été transporté dans l’église de Vedrin et remplacée par un crucifix de fabrication récente.
- La chapelle du Saint-Sacrement date de 1826.
- L’église Saint-Martin, un édifice du XVIe siècle, est fermée au culte à la fin du XIXe siècle car de nouvelles églises, construites dans les villages voisins de Vedrin et Saint-Marc, sont devenues paroissiales. Abandonné, le bâtiment se délabre rapidement, malgré son classement, en 1958, au patrimoine de la région. Un effondrement de la colonnade nord fait qu’un plan de sécurisation est mis en action. Dans une seconde phase le bâtiment doit être consolidé, et devrait être ouvert aux visiteurs.
- Les tumuli de Frizet[1]
- Frizet avait aussi une gare sur la ligne de chemin de fer Namur-Tirlemont (Ligne 142). Le tracé est repris par le RAVeL 2.

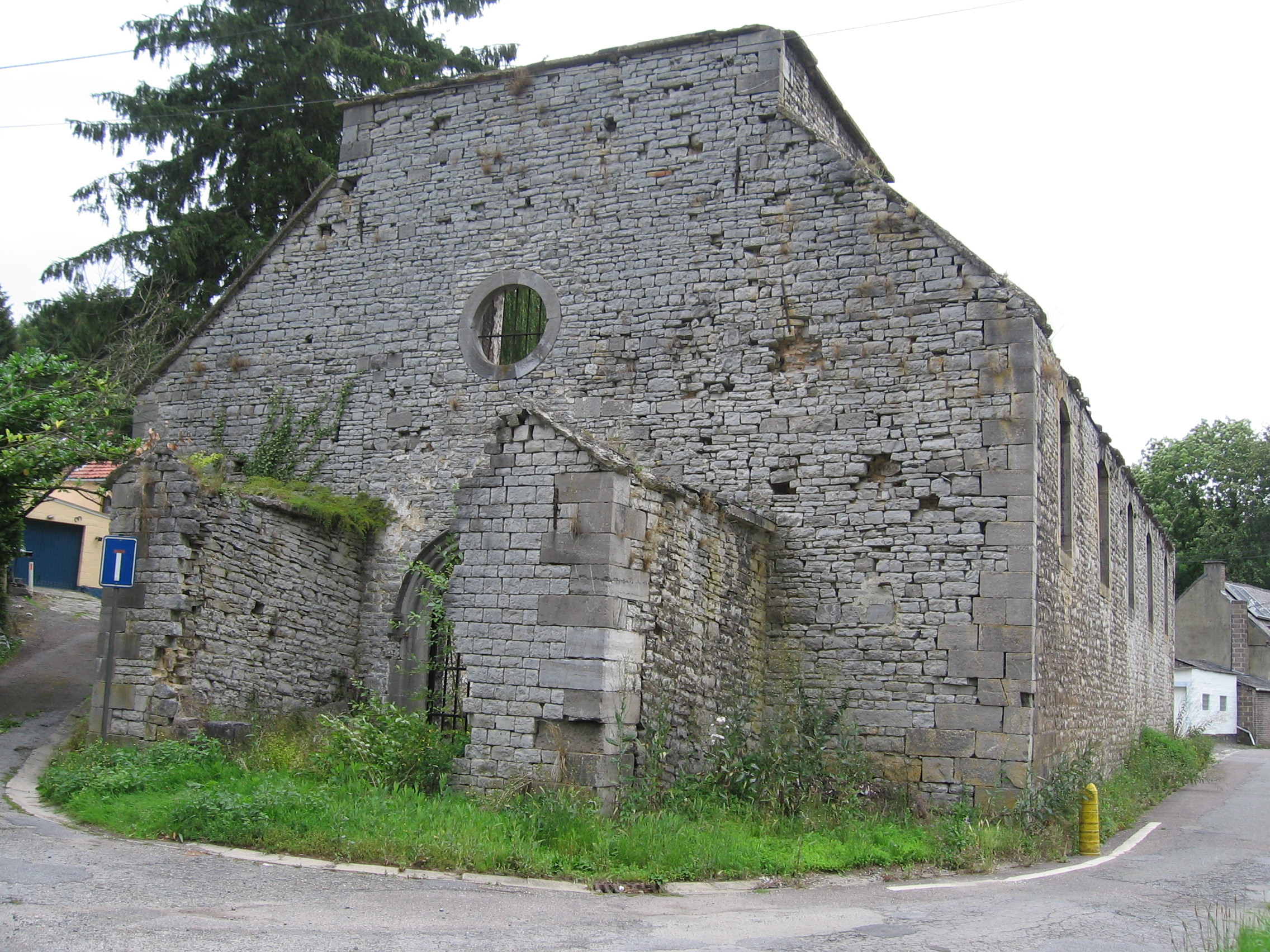
Ruines de l'église Saint-Martin
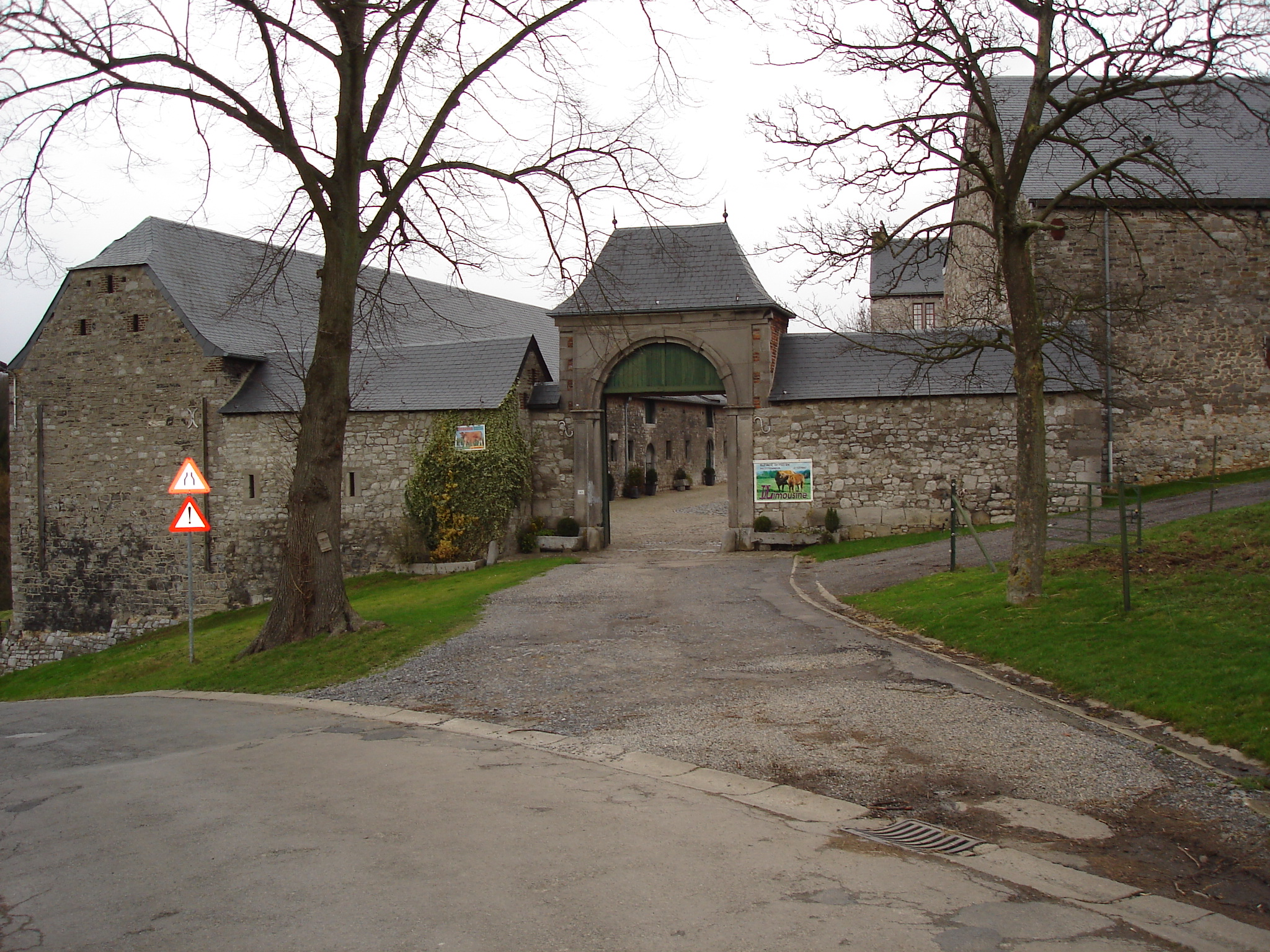
Ferme de Frizet
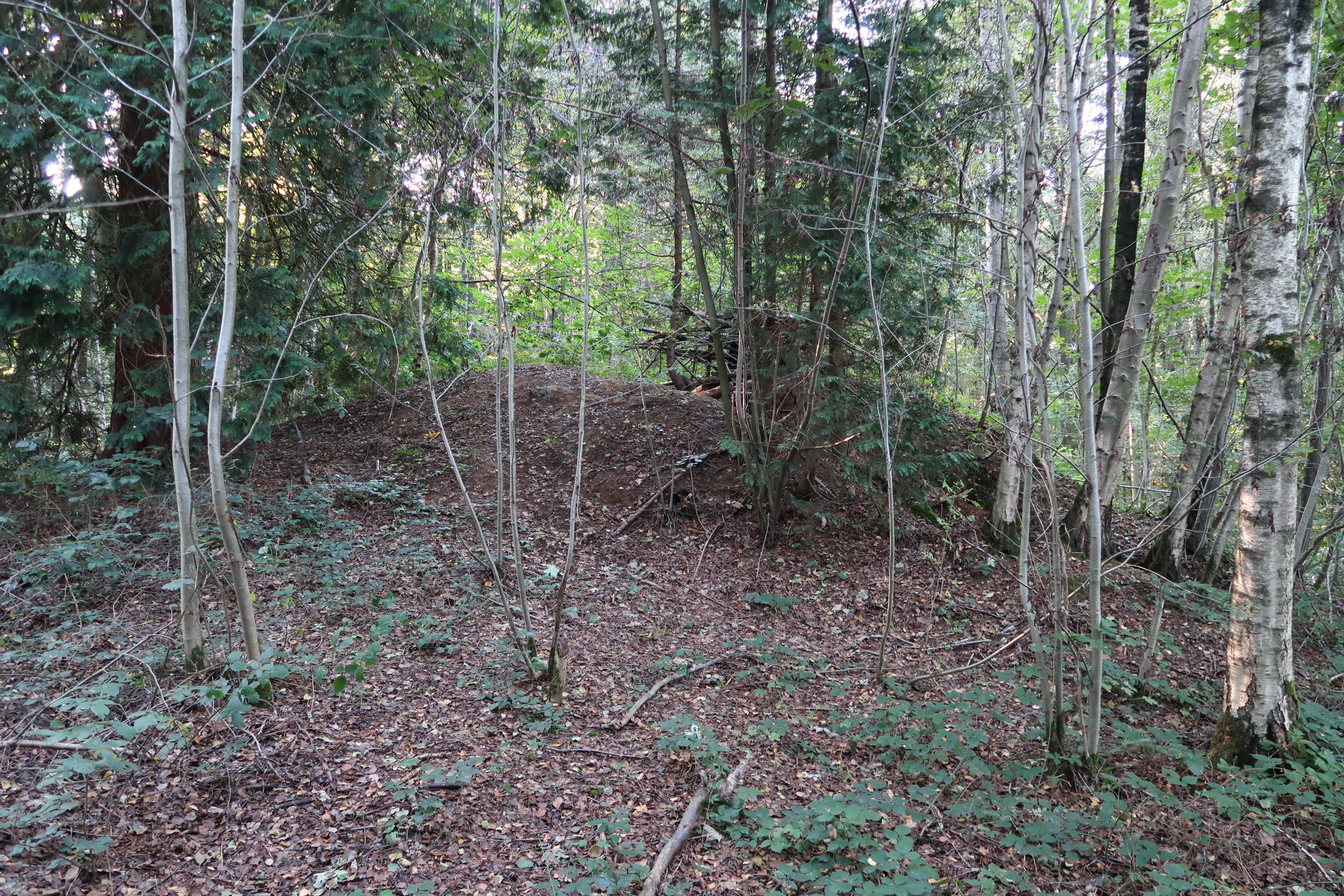
Tumuli de Frizet